# Kerékpározás az 1964. évi nyári olimpiai játékokon
Az 1964. évi nyári olimpiai játékokon a kerékpározás versenyek hét számból álltak.

## Éremtáblázat
Az egyes számoszlopok legmagasabb értéke, vagy értékei vastagítással kiemelve.
| Az 1964. évi nyári olimpiai játékok éremtáblázata kerékpározásban | Az 1964. évi nyári olimpiai játékok éremtáblázata kerékpározásban | Az 1964. évi nyári olimpiai játékok éremtáblázata kerékpározásban | Az 1964. évi nyári olimpiai játékok éremtáblázata kerékpározásban | Az 1964. évi nyári olimpiai játékok éremtáblázata kerékpározásban | Olimpia  |
| ----------------------------------------------------------------- | ----------------------------------------------------------------- | ----------------------------------------------------------------- | ----------------------------------------------------------------- | ----------------------------------------------------------------- | -------- |
|                                                                   | Ország                                                            | Arany                                                             | Ezüst                                                             | Bronz                                                             | Összesen |
| 1.                                                                | Olaszország (ITA)                                                 | 3                                                                 | 5                                                                 | 0                                                                 | 8        |
| 2.                                                                | Belgium (BEL)                                                     | 1                                                                 | 0                                                                 | 1                                                                 | 2        |
| 2.                                                                | Hollandia (NED)                                                   | 1                                                                 | 0                                                                 | 1                                                                 | 2        |
| 2.                                                                | Egyesült Német Csapat (EUA)                                       | 1                                                                 | 0                                                                 | 1                                                                 | 2        |
| 5.                                                                | Csehszlovákia (TCH)                                               | 1                                                                 | 0                                                                 | 0                                                                 | 1        |
|                                                                   |                                                                   |                                                                   |                                                                   |                                                                   |          |
| 6.                                                                | Dánia (DEN)                                                       | 0                                                                 | 1                                                                 | 1                                                                 | 2        |
| 7.                                                                | Szovjetunió (URS)                                                 | 0                                                                 | 1                                                                 | 0                                                                 | 1        |
|                                                                   |                                                                   |                                                                   |                                                                   |                                                                   |          |
| 8.                                                                | Franciaország (FRA)                                               | 0                                                                 | 0                                                                 | 2                                                                 | 2        |
| 9.                                                                | Svédország (SWE)                                                  | 0                                                                 | 0                                                                 | 1                                                                 | 1        |
|                                                                   |                                                                   |                                                                   |                                                                   |                                                                   |          |
| Összesen                                                          | Összesen                                                          | 7                                                                 | 7                                                                 | 7                                                                 | 21       |

## Érmesek

### Országúti számok
| Az 1964. évi nyári olimpiai játékok érmesei országúti kerékpározásban |                                                                                          | | |
| Versenyszám                                                           | Arany                                                                                    | Ezüst | Bronz                                                                                               |
| Férfi országúti mezőnyverseny (194,83 km)                             | Mario Zanin · Olaszország (ITA) · 4:39:51,63                                             | Kjell Rodian · Dánia (DEN) · 4:39:51,65                                                                   | Walter Godefroot · Belgium (BEL) · 4:39:51,74                                                       |
| Országúti csapatverseny (109,89 km)                                   | Hollandia (NED) · Bart Zoet · Evert Dolman · Gerben Karstens · Jan Pieterse · 2:26:31,19 | Olaszország (ITA) · Ferruccio Manza · Severino Andreoli · Luciano Dalla Bona · Pietro Guerra · 2:26:55,39 | Svédország (SWE) · Sture Pettersson · Sven Hamrin · Erik Pettersson · Gösta Pettersson · 2:27:11,52 |

### Pályakerékpár
| Az 1964. évi nyári olimpiai játékok érmesei pálya-kerékpározásban | |                                                                                                 |                                                                                          |
| Versenyszám                                                       | Arany | Ezüst                                                                                           | Bronz                                                                                    |
| Repülőverseny (1000 m)                                            | Giovanni Pettenella · Olaszország (ITA) · 13.69                                                          | Sergio Bianchetto · Olaszország (ITA)                                                           | Daniel Morelon · Franciaország (FRA)                                                     |
| 1000 m időfutam                                                   | Patrick Sercu · Belgium (BEL) · 1:09.59                                                                  | Giovanni Pettenella · Olaszország (ITA) · 1:10.09                                               | Pierre Trentin · Franciaország (FRA) · 1:10.42                                           |
| Kétüléses (tandem)                                                | Olaszország (ITA) · Sergio Bianchetto · Angelo Damiano                                                   | Szovjetunió (URS) · Imants Bodnieks · Viktor Logunov                                            | Egyesült Német Csapat (EUA) · Willi Fuggerer · Klaus Kobusch                             |
| 4000 m egyéni üldözőverseny                                       | Jiří Daler · Csehszlovákia (TCH) · 5:04.75                                                               | Georgio Ursi · Olaszország (ITA) · 5:05.96                                                      | Preben Isaksson · Dánia (DEN) · 5:01.90                                                  |
| Férfi 4000 méter csapat üldözőverseny                             | Egyesült Német Csapat (EUA) · Ernst Streng · Lothar Claesges · Karl Heinz Henrichs · Karl Link · 4:35.67 | Olaszország (ITA) · Franco Testa · Cencio Mantovani · Carlo Rancati · Luigi Roncaglia · 4:35.74 | Hollandia (NED) · Cor Schuuring · Henk Cornelisse · Gerard Koel · Jaap Oudkerk · 4:38.99 |